# Westlicher Wengenkopf
Der Westliche Wengenkopf ist ein 2235 m ü. NHN hoher Berg in den Allgäuer Alpen im deutschen Bundesland Bayern. Über den Gipfel führt der Hindelanger Klettersteig.

## Lage und Umgebung
Der in der Untergruppe 	Daumengruppe gelegene Berg erhebt sich in dem Bergkamm, der vom Nebelhorn (2224 m ü. NHN) nach Nordosten zum Großen Daumen (2280 m ü. NHN) zieht. Das Nebelhorn ist auch der westliche Nachbargipfel des Westlichen Wengenkopfs. Im Nordosten liegt der Östliche Wengenkopf (2207 m ü. NHN). Zwischen Östlichem Wengenkopf und Großem Daumen liegt die Einschartung, welche Referenz für die Schartenhöhe des Westlichen Wengenkopfs ist. Der Gipfel liegt auf der Gemarkung von Oberstdorf.

## Namensherkunft
Erstmals erwähnt wurde 1774 bei Peter Anichs Atlas Tyrolensis ein Wenger Kopf B. Namensgebend war die Alpe Wengen, deren Weidegebiet südlich des Berges liegt. Wengen ist der Plural des Wortes „Wang“, was die Bedeutung „natürliches Weideland“ hat.

## Geologie
Das Erscheinungsbild des Grates in dem sich der Westliche Wengenkopf befindet, ist geprägt von einer Hauptdolomit-Überschiebung. Diese steigt nach Norden hin an und zeigt dann nach Norden überkippte Falten. Daraus resultieren die eher sanfteren Südhänge und die steilen Nordabstürze. Im Norden ist ein breites Band von Fleckenmergeln eingelagert, den Talboden am nördlichen Bergfuß bilden Kössener Schichten.

## Alpinismus
Stützpunkte für eine Besteigung des Westlichen Wengenkopfs sind das Edmund-Probst-Haus (1927 m) am Nebelhorn, sowie die Nebelhornbahn.

### Normalweg
Vom Wanderweg zwischen Nebelhornbahn-Mittelstation und Großem Daumen aus kann der Berg weglos über Geröll und Schrofen erreicht werden. Diese Variante ist allerdings unüblich. Meist wird der Gipfel im Rahmen einer Begehung des Hindelanger Klettersteigs überschritten. Dieser ist am Wengenkopf ein mittelschwerer Klettersteig (B/C) mit teilweise ungesicherten Kletter-Passagen im I. Grad. Östlich des Westlichen Wengenkopfs befindet sich der erste Notabstieg aus dem Klettersteig.

### Klettern
In der Nordseite der Westlichen Wengenkopfs finden sich einige Kletterrouten. Über die Kante zwischen Nord- und Nordostwand verläuft der Bayerländer Weg (IV) aus dem Jahr 1936. In der Nordwand gibt es verschiedene Routen bis zum Schwierigkeitsgrad IV+.

## Galerie

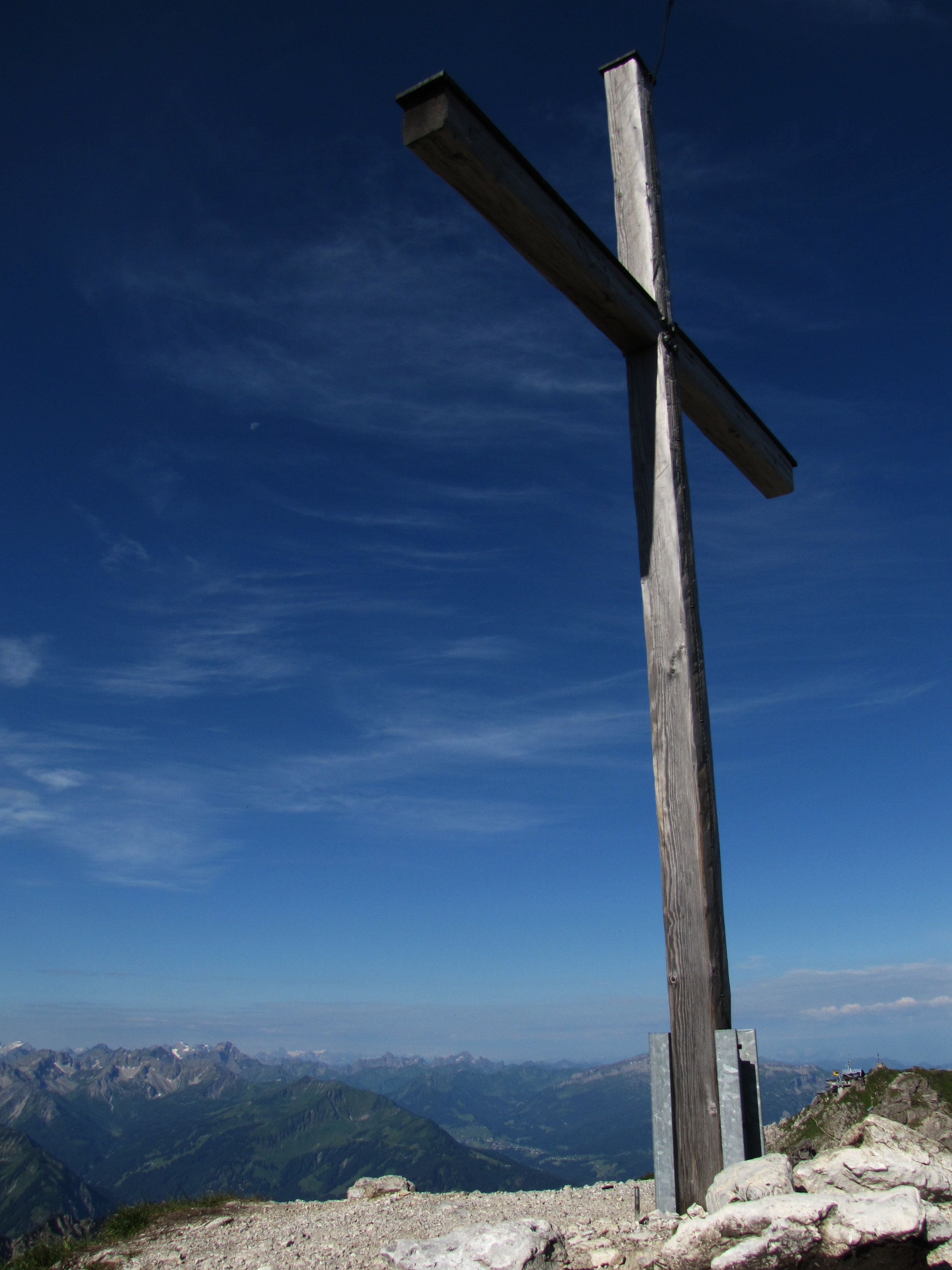
Gipfelkreuz
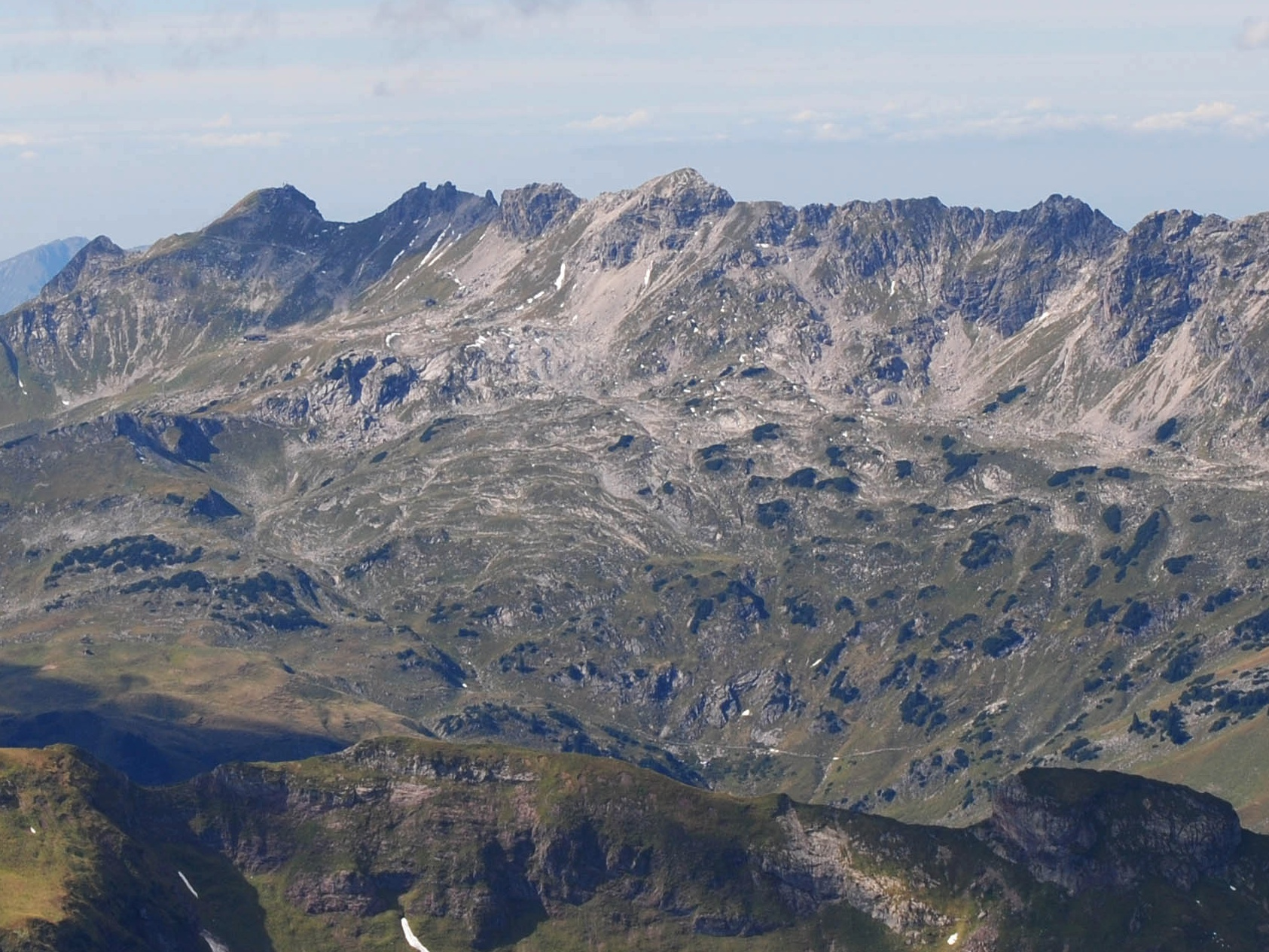
Südseite
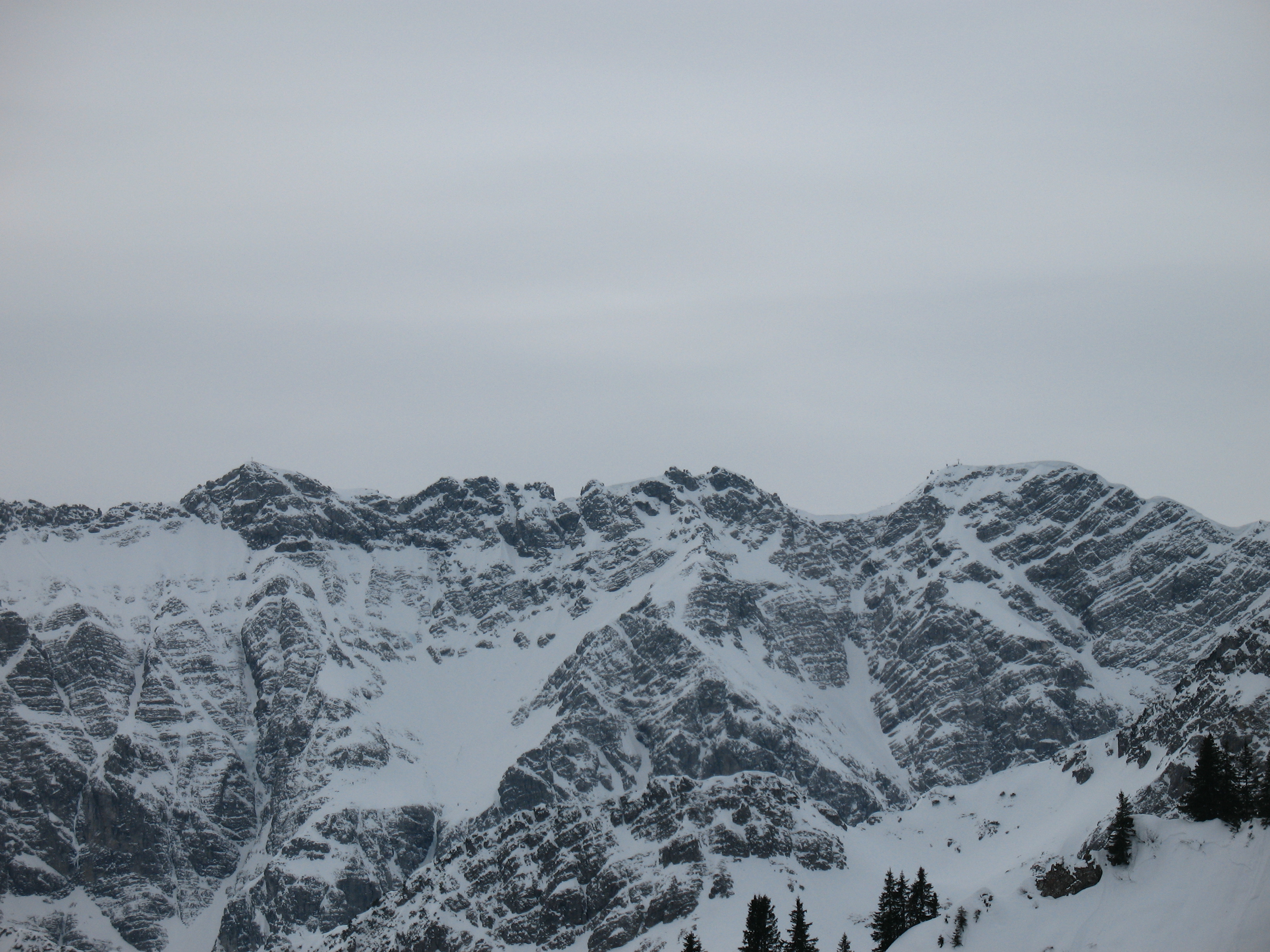
Nordseite
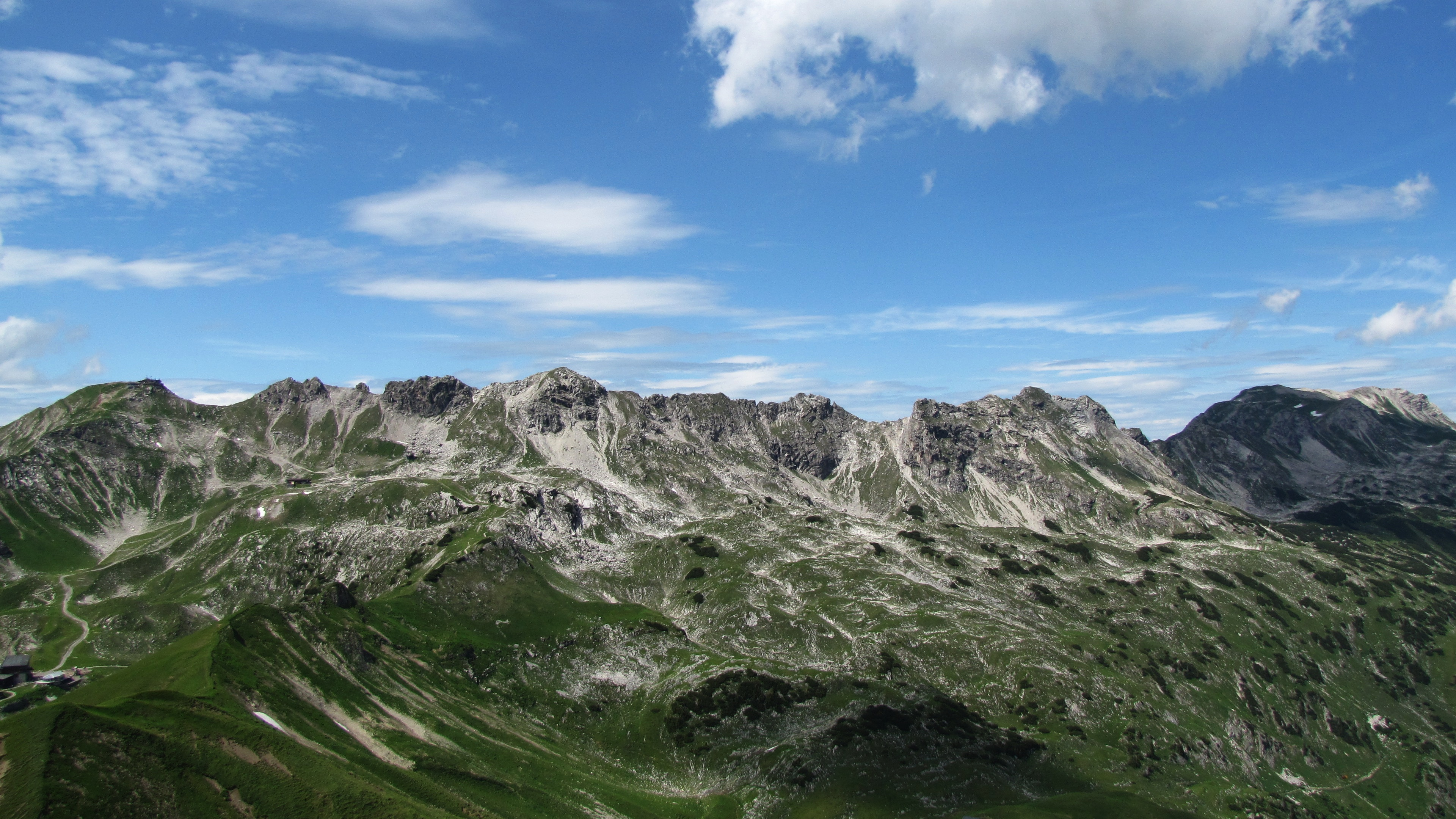
Gratverlauf Nebelhorn – Großer Daumen